# Jamestown (Rhode Island)
Jamestown és una població dels Estats Units a l'estat de Rhode Island. Segons el cens del 2000 tenia 5.622 habitants.

## Demografia
Segons el cens del 2000, Jamestown tenia 5.622 habitants, 2.359 habitatges, i 1.625 famílies. La densitat de població era de 224 habitants per km².
Dels 2.359 habitatges en un 28,3% hi vivien nens de menys de 18 anys, en un 58,5% hi vivien parelles casades, en un 8% dones solteres, i en un 31,1% no eren unitats familiars. En el 25,9% dels habitatges hi vivien persones soles el 9,9% de les quals corresponia a persones de 65 anys o més que vivien soles. El nombre mitjà de persones vivint en cada habitatge era de 2,38 i el nombre mitjà de persones que vivien en cada família era de 2,88.
Per edats la població es repartia de la següent manera: un 22% tenia menys de 18 anys, un 4,3% entre 18 i 24, un 25,4% entre 25 i 44, un 33,5% de 45 a 60 i un 14,7% 65 anys o més.
L'edat mediana era de 44 anys. Per cada 100 dones de 18 o més anys hi havia 91,6 homes.
La renda mediana per habitatge era de 63.073 $ i la renda mediana per família de 77.990 $. Els homes tenien una renda mediana de 50.185 $ mentre que les dones 35.056 $. La renda per capita de la població era de 38.664 $. Aproximadament l'1,7% de les famílies i el 2,9% de la població estaven per davall del llindar de pobresa.